# 3Arena
3Arena é um anfiteatro coberto com capacidade de 13.000 lugares, localizado no North Wall Quay nas Dublin Docklands, em Dublin, Irlanda, inaugurado em 16 de dezembro de 2008. Foi construído no local do antigo Point Theatre, um pequeno local musical que funcionou de 1988-2007, mantendo somente um pouco da fachada exterior. The Point Theatre era chamado de "The Point Depot", em reconhecimento ao seu papel original como uma estação ferroviária de manuseio de mercadorias.
De 2008 a 2014, a 3Arena era conhecida como The O2. Sua capacidade de 13.000 lugares, faz dela a maior arena coberta da Irlanda. O local foi renomeado, em 4 de setembro de 2014, como 3Arena, devido à compra da O2 Ireland pela Three Ireland.
O local é propriedade da Live Nation. Em 2011, o local foi considerado a quinta arena mais movimentada do mundo, com vendas de ingressos de 670.000 unidades, colocando-a atrás da The O2 Arena em Londres, da Manchester Arena, da Sportpaleis na Antuérpia e da Rod Laver Arena em Melbourne.